# Heraclia maculipes
Heraclia maculipes là một loài bướm đêm trong họ Noctuidae.